# Blanche Lamontagne-Beauregard
Pour les articles homonymes, voir Lamontagne.
Blanche Lamontagne (13 janvier 1889 - 25 mai 1958) est une femme de lettres québécoise connue pour avoir été la première poète du Québec ainsi que pour avoir été la première femme de la province à affronter la critique sans pseudonyme.

## Jeunesse
Née aux Escoumins le 13 janvier 1889, elle est la fille d'Émile et Amanda Lévesque et la petite-fille du propriétaire de la scierie du lieu, Théodore-Jean Lamontagne, personnage bien connu de l'histoire industrielle du Québec.
Elle déménage avec sa famille à Cap-Chat en 1897. Autour de 1902, la petite Blanche se brise la jambe dans un accident de jeu. Elle ne pourra plus jamais plier sa jambe gauche. Ce handicap, combiné à une santé faible, la poussera à s'isoler des autres enfants.
Après des études au couvent de Sainte-Anne-des-Monts, son oncle lui paye des études à Montréal au couvent du Mont-Sainte-Marie où elle se lie d’amitié avec Georgette LeMoyne et Marie Gérin-Lajoie, deux futures militantes féministes. Elle étudiera, par la suite, la littérature à l'Université de Montréal. En 1911, elle remporte le concours de la Société du Parler français avec une suite poétique écrite pour l’occasion sous le pseudonyme de «Pour la Patrie».

## Carrière littéraire
En 1913, Henri Bourassa du Devoir lui propose de publier son recueil qui prendra le nom de Visions gaspésiennes et qui connaîtra un succès immédiat, mais qui ne suffira pas à combler son rêve de vivre de sa plume. Vivant à Cap-Chat depuis la fin de ses études en 1911, sa famille déménage à l’Isle-Verte en 1916, ce qui permet à Blanche de se rapprocher de Montréal et de Québec. Elle réussit également à obtenir l’appui de Lionel Groulx qui signe la préface de son recueil nommé Par nos champs et nos rives. Pendant ce temps, Blanche écrit dans différentes revues qui lui assurent un certain revenu. En 1917, elle tombe amoureuse d’un jeune homme de  L’Isle-Verte, mais ce dernier meurt tragiquement au printemps 1918. Elle se brouillera, durant cette période, avec Henri Bourassa à cause de l'opposition de ce dernier au droit de vote des femmes. 
En 1920, elle épouse Hector Beauregard et publie La Vieille Maison, titre inspiré de sa grande maison de L'Isle-Verte. Elle part vivre pour Montréal la même année. Cette période sera marquée par le succès pour Blanche, mais ce succès s’essoufflera peu à peu. 
En 1928, Ma Gaspésie reçoit un accueil mitigé et ses œuvres ne cesseront de diminuer en popularité durant les années trente. À la fin de la décennie, sa santé devient de plus en plus défaillante, elle souffre d’obésité et sa jambe gauche ne peut presque plus la porter. Elle n’écrit presque plus, et elle meurt sans attirer  vraiment l’attention le 25 mai 1958 d’un œdème pulmonaire.

## L'héritage de Blanche Lamontagne
La poésie régionaliste de Blanche Lamontagne arrivait difficilement à se marier à l'évolution de la société québécoise, son œuvre tombant presque dans l'oubli à sa mort. Ce n'est qu'avec les luttes nationalistes et féministes des années soixante-dix qu'elle reprendra peu à peu sa place dans l'histoire de la littérature québécoise, moins pour son œuvre que pour son rôle de première femme poète du Québec.

## Hommages
La rue Blanche-Lamontagne a été nommée en son honneur, en 2006, dans la ville de Québec.

## Œuvres
- Visions gaspésiennes, Montréal, 1913  (Wikisource)[3]
- Par nos champs et nos rives, Montréal, 1917  (Wikisource)
- La Vieille Maison, 1920
- Récits et légendes, Montréal, 1922  (Wikisource)
- Les trois lyres, Montréal, 1923  (Wikisource)
- Un cœur fidèle, Montréal, 1924  (Wikisource)
- La moisson nouvelle, Montréal, 1926  (Wikisource)[4]
- Légendes gaspésiennes : récits en prose avec illustrations de l’auteur, Montréal, 1927  (Wikisource)
- Ma Gaspésie, Montréal, 1928  (Wikisource)
- Au fond des bois, Montréal, 1931  (Wikisource)
- Dans la Brousse : poèmes, 1935, prix Artigue de l'Académie française en 1936
- Le Rêve d’André, 1943

Recueils publiés après sa mort
- Anthologie de Blanche Lamontagne-Beauregard : première poétesse du Québec, 1989
- Les Quatre Saisons : poèmes choisis, 1991